# Scandic Victoria Tower
Scandic Victoria Tower is een wolkenkrabber in de wijk Kista van de Zweedse stad Stockholm. Het gebouw is 117 meter hoog en telt 34 verdiepingen en is ontworpen door de Zweedse architect Gert Wingårdh. De bouw begon op 5 november 2009. Het project in 2011 opgeleverd.
Het op twee na hoogste gebouw van Zweden is genoemd naar Victoria van Zweden. In het gebouw is het gelijknamige hotel gevestigd, dat tevens het hoogste hotel van Scandinavië is.

## Foto's

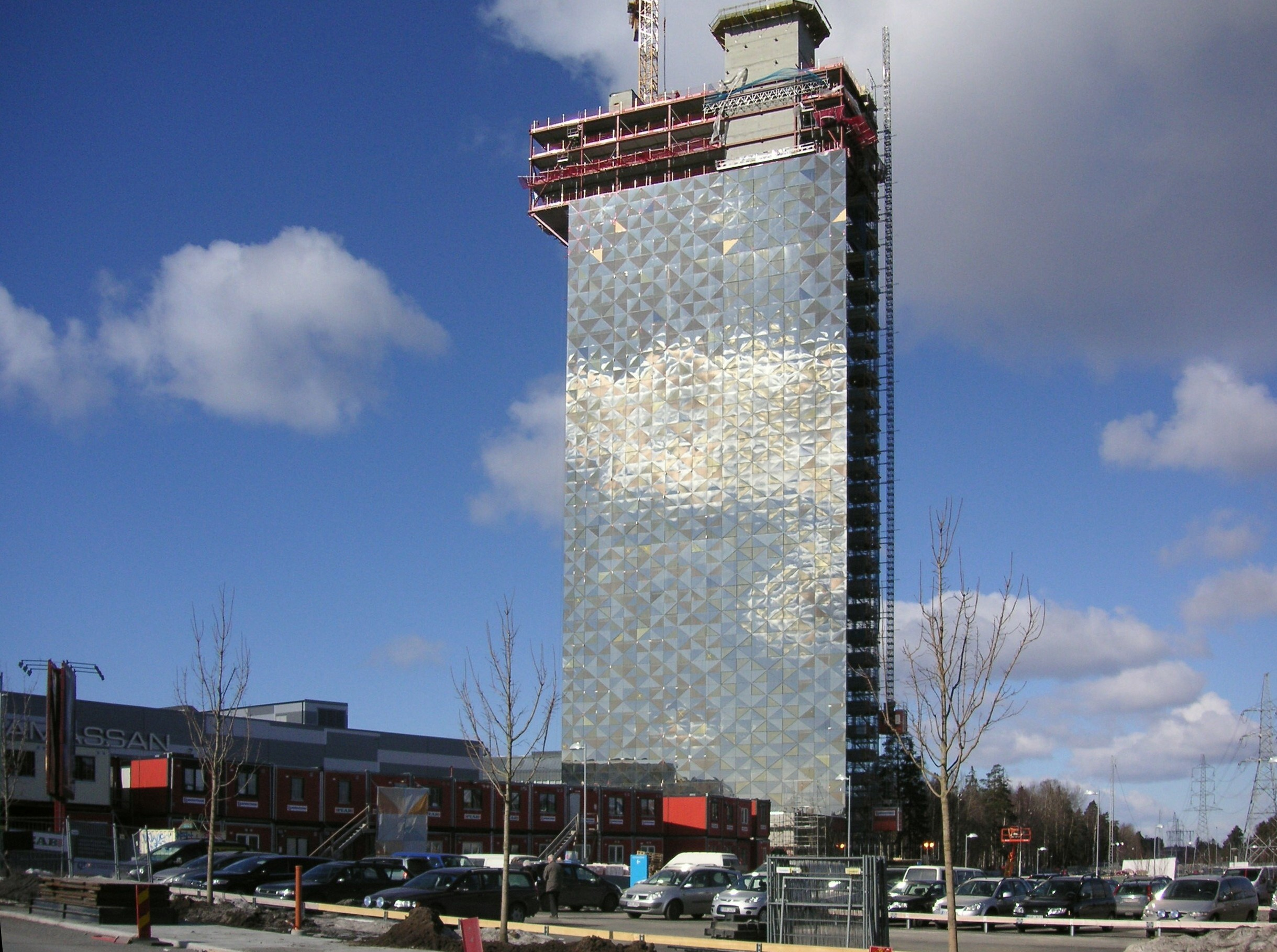
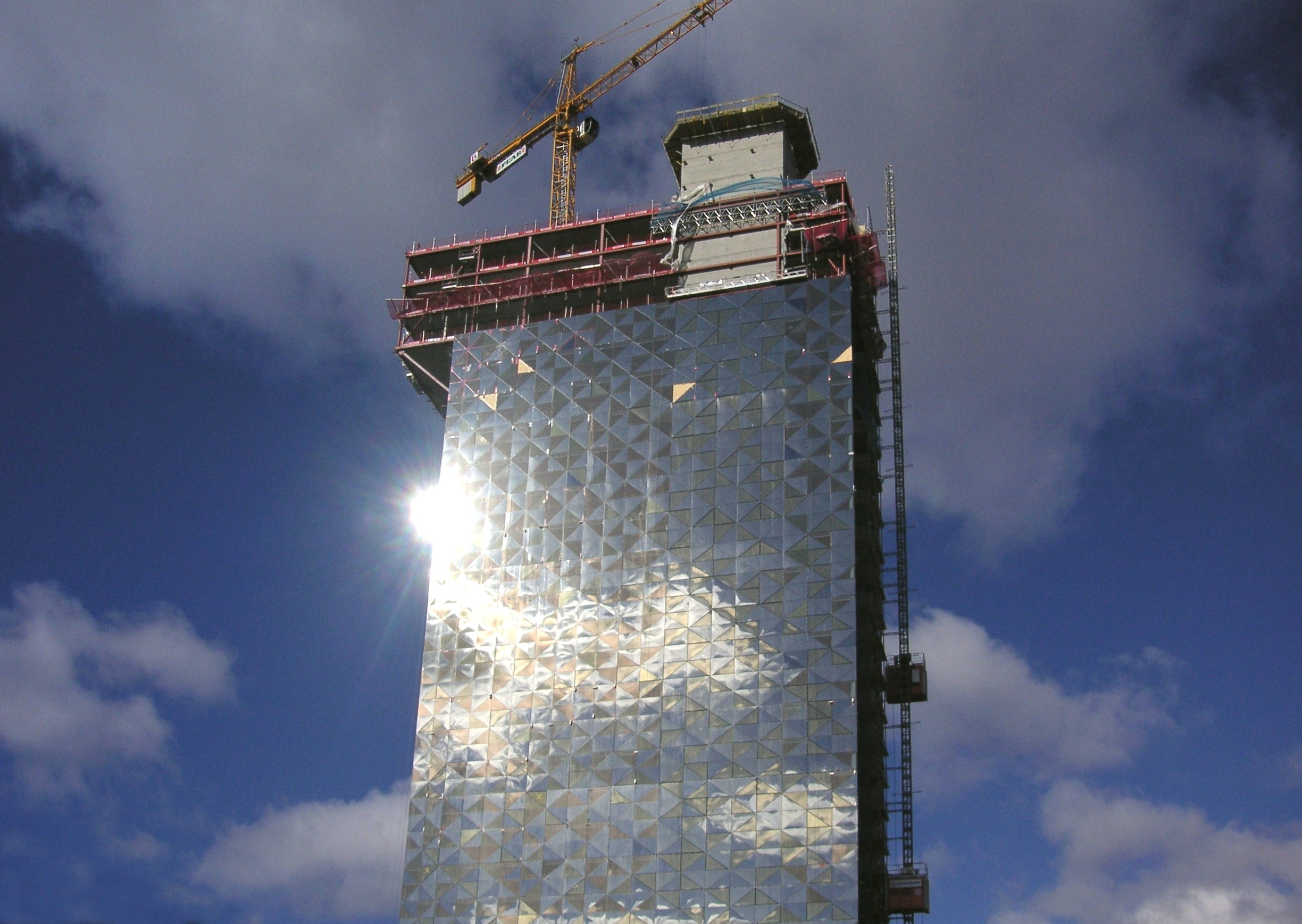
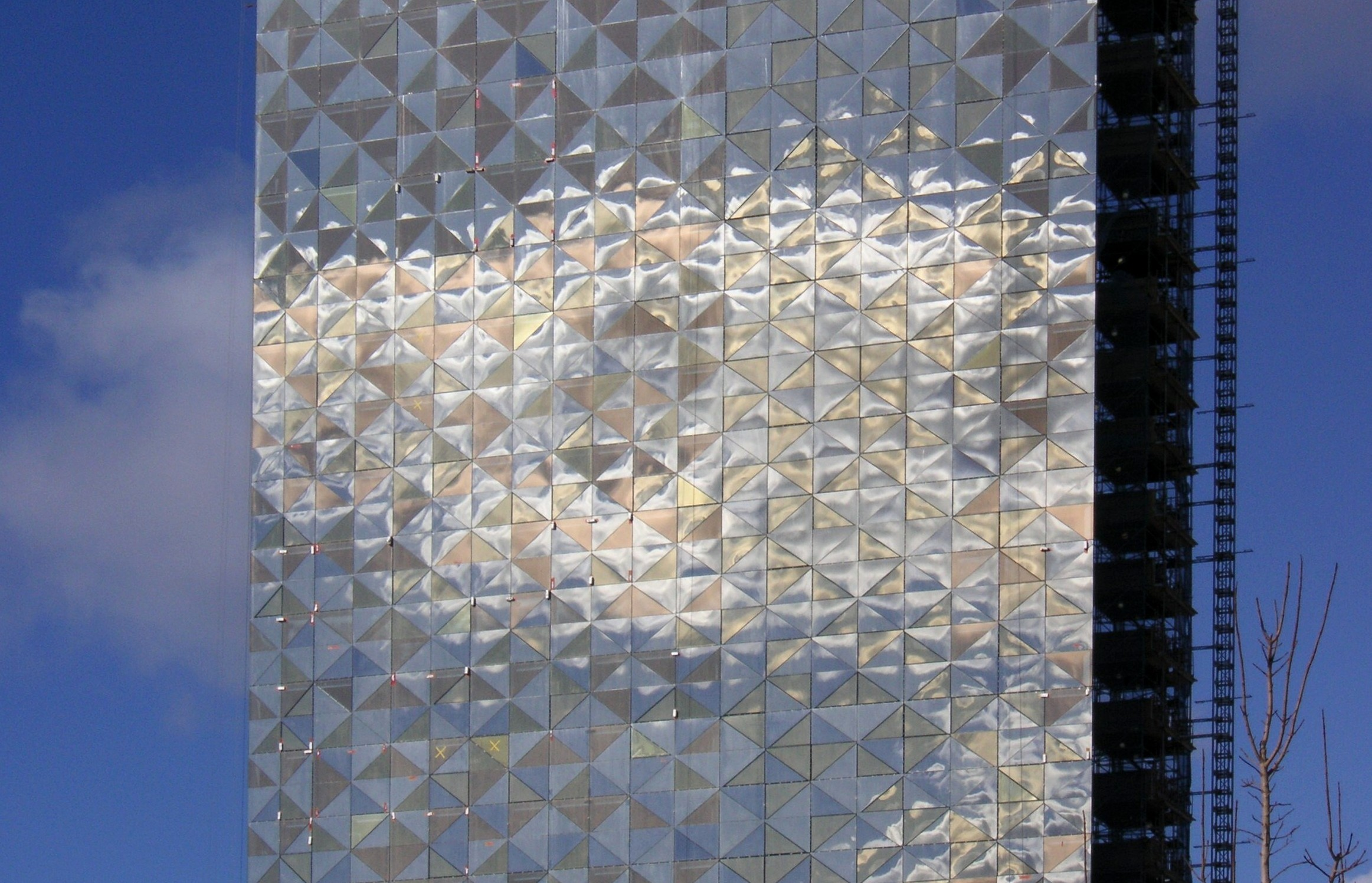
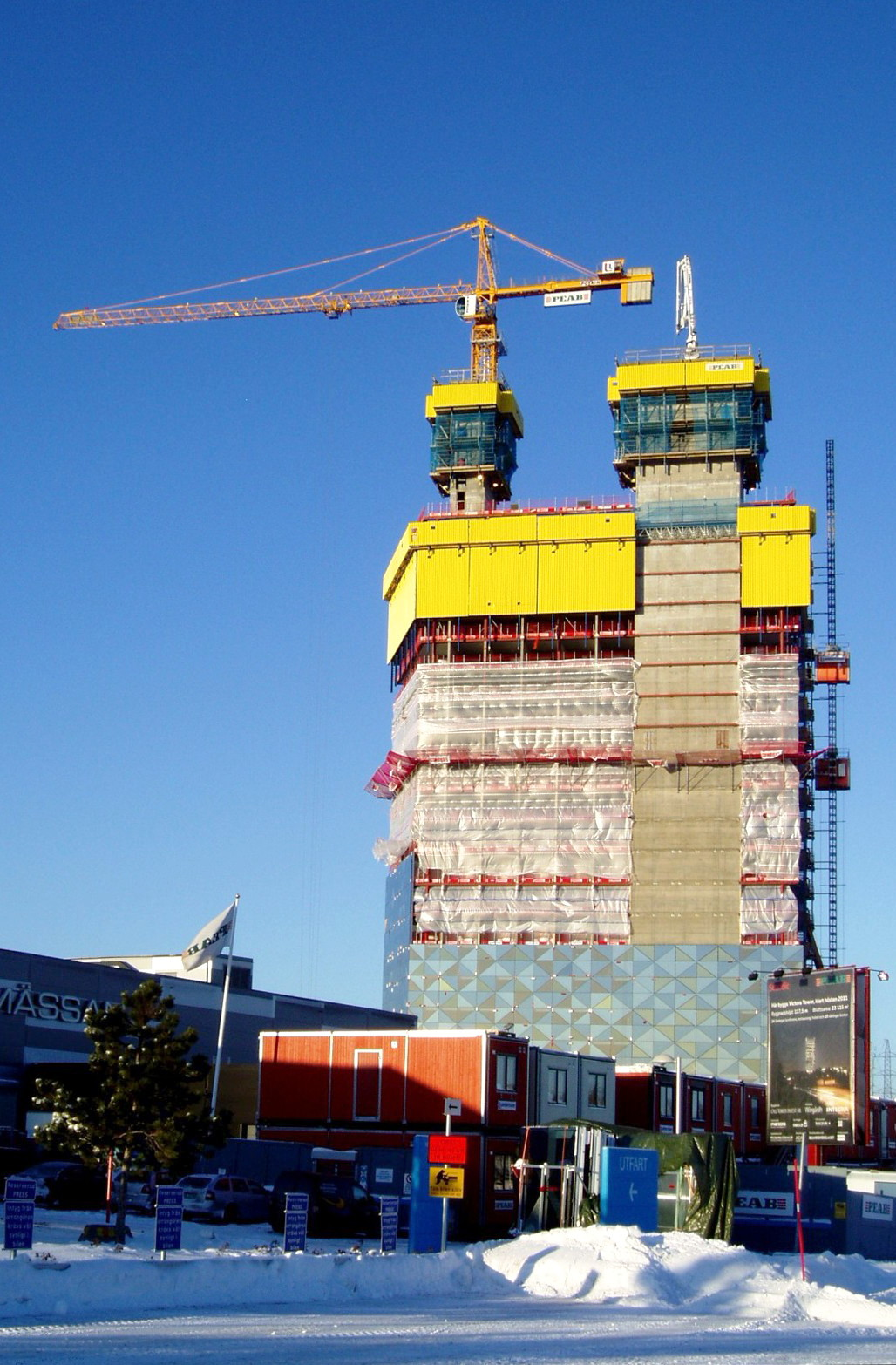
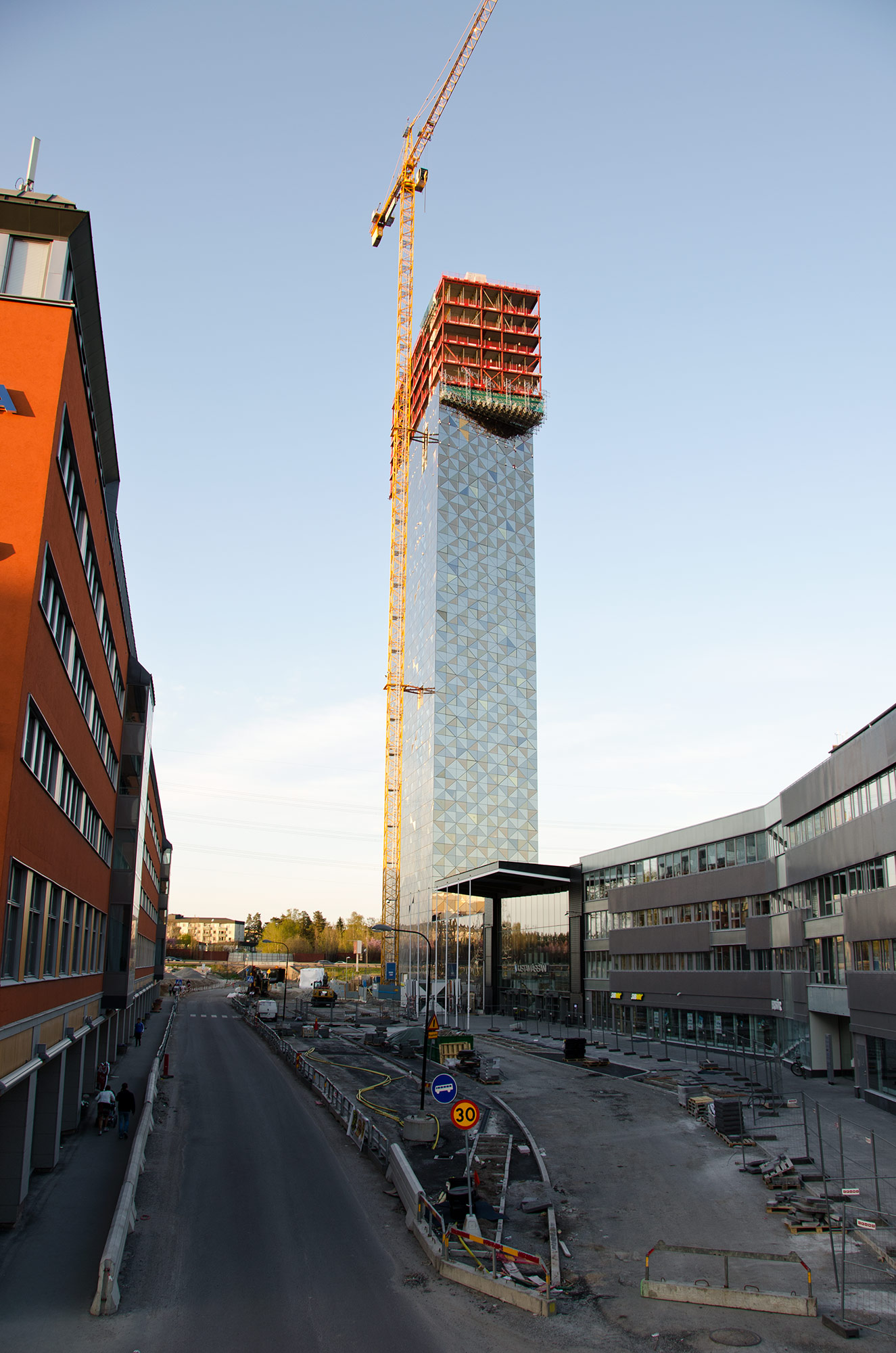
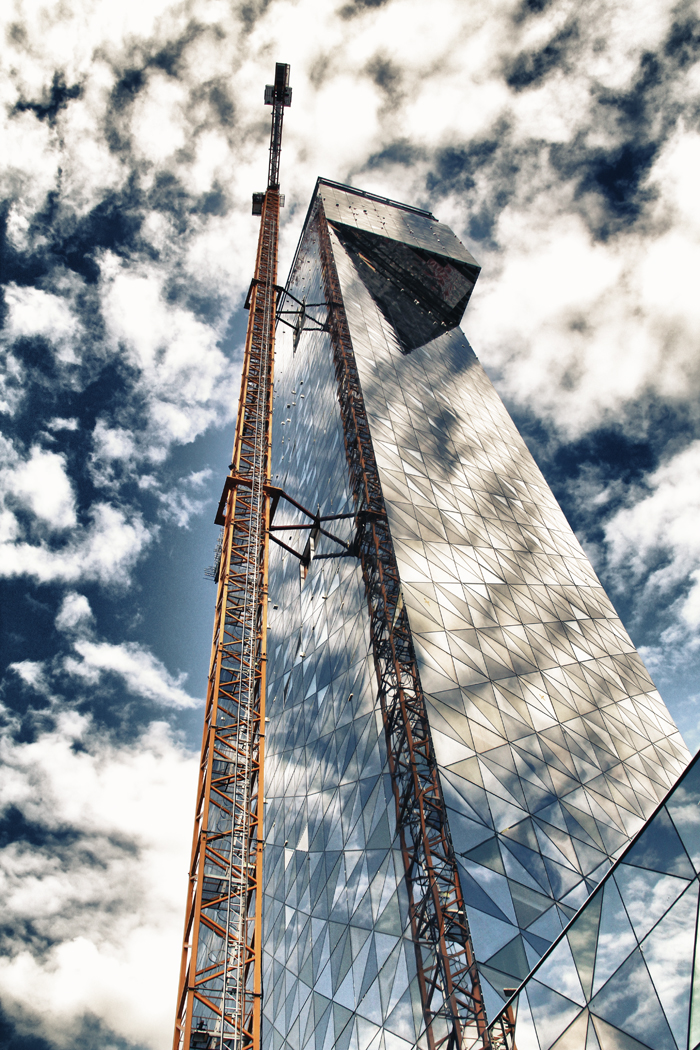